# Super Duo
Super Duo – polski zespół gitarowy grający muzykę hiszpańską, flamenco połączoną z jazzem, założony w Poznaniu w 1984 roku, przez  Cezarego Krajewskiego (zm. 1997) i Piotra Soszyńskiego (zm. 2018). Po śmierci Cezarego Krajewskiego zespół zawiesił działalność artystyczną. Została ona wznowiona po dołączeniu do zespołu Przemysława Hałuszczaka, jednego z najlepszych polskich gitarzystów flamenco i latino. Powrót nastąpił na festiwalu Duende w 2006 roku. Później Super Duo występowało razem z Grzegorzem Kopalą – kompozytorem, wokalistą, aranżerem muzycznym i wokalnym. W październiku 2018 zmarł Piotr Soszyński.

## Kariera
Super Duo jest laureatem wielu nagród na różnych festiwalach w kraju i za granicą. Są to m.in. FAMA '85, JAZZ JAMBOREE '85, ROSKILDE FESTIVAL '86 w Danii, Jazz Praha '87, De-Bron Dalfsen Holland ’90, MUSE ’90 BERLIN.
Ma za sobą koncerty w takich krajach jak: Rosja, Finlandia, Dania, Francja, Holandia, Czechy, Korea, Niemcy, Wielka Brytania.
Szczególnym akcentem były wspólne koncerty z Alem DiMeolą i Take 6 oraz występy w Royal Festival Hall i Barbican Centre London.
Muzycy wystąpili 22 czerwca 2014 roku w studiu im. Agnieszki Osieckiej.

## Dyskografia
- 2011: Gitarolo, Agencja Muzyczna Polskiego Radia, CD + DVD
- 1994: Super Duo 3, Polskie Nagrania, CD + MC
- 1993: Głuche krokodyle, Polskie Nagrania, CD limited edition (2 tys. egz.)
- 1989: Polish Jazz Vol.1, Emscherland (RFN), CD
- 1987: Super Duo, Polskie Nagrania, LP
- 1986: Głuche krokodyle, Polskie Nagrania, LP, MC